# Siège d'Olomouc
Guerre de Sept Ans
Batailles
- Minorque (navale) (1756)
- Pirna (1756)
- Lobositz (1756)
- Reichenberg (1757)
- Prague (1757)
- Kolin (1757)
- Hastenbeck (1757)
- Gross-Jägersdorf (1757)
- Moys (1757)
- Rochefort (1757)
- Rossbach (1757)
- Breslau (1757)
- Leuthen (1757)
- Carthagène (navale) (1758)
- Olomouc (1758)
- Saint-Malo (1758)
- Rheinberg (1758)
- Krefeld (1758)
- Domstadl (1758)
- Cherbourg (1758)
- Zorndorf (1758)
- Saint-Cast (1758)
- Tornow (1758)
- Lutzelberg (1758)
- Hochkirch (1758)
- Bergen (1759)
- Kay (1759)
- Minden (1759)
- Kunersdorf (1759)
- Neuwarp (navale) (1759)
- Hoyerswerda (1759)
- Baie de Quiberon (navale) (1759)
- Maxen (1759)
- Meissen (1759)
- Glatz (1760)
- Landshut (1760)
- Corbach (1760)
- Emsdorf (1760)
- Dresde (1760)
- Warburg (1760)
- Liegnitz (1760)
- Rhadern (1760)
- Berlin (1760)
- Kloster Kampen (1760)
- Torgau (1760)
- Belle-Île (1761)
- Langensalza (1761)
- Cassel (1761)
- Grünberg (1761)
- Villinghausen (1761)
- Ölper (1761)
- Kolberg (1761)
- Wilhelmsthal (1762)
- Burkersdorf (1762)
- Lutterberg (1762)
- Reichenbach (1762)
- Almeida (1762)
- Valencia de Alcántara (1762)
- Nauheim (1762)
- Vila Velha de Ródão (1762)
- Cassel (1762)
- Freiberg (1762)

- Jumonville Glen (1754)
- Fort Necessity (1754)
- Fort Beauséjour (1755)
- 8 juin 1755
- Monongahela (1755)
- Petitcoudiac (1755)
- Lac George (1755)
- Fort Bull (1756)
- Fort Oswego (1756)
- Kittanning (1756)
- En raquettes (1757)
- Pointe du Jour du Sabbat (1757)
- Fort William Henry (1757)
- German Flatts (1757)
- Lac Saint-Sacrement (1758)
- Louisbourg (1758)
- Le Cran (1758)
- Fort Carillon (1758)
- Fort Frontenac (1758)
- Fort Duquesne (1758)
- Fort Ligonier (1758)
- Québec (1759)
- Fort Niagara (1759)
- Beauport (1759)
- Plaines d'Abraham (1759)
- Sainte-Foy (1760)
- Neuville (1760)
- Ristigouche (navale) (1760)
- Mille-Îles (1760)
- Signal Hill (1762)

- Cap-Français (1757)
- Martinique (1759)
- Guadeloupe (1759)
- Dominique (1761)
- Martinique (1762)
- Cuba (1762)

- Chandernagor (1757)
- Plassey (1757)
- Gondelour (1758)
- Négapatam (navale) (1758)
- Condore (1758)
- Madras (1758)
- Pondichéry (navale) (1759)
- Masulipatam (1759)
- Chinsurah (1758)
- Wandiwash (1760)
- Pondichéry (1760-1761)
- Manille (1762)

- Saint-Louis (1758)
- Gorée (1758)
- Gambie

Le siège d'Olomouc a lieu en 1758 pendant la guerre de Sept Ans : une armée prussienne conduite par Frédéric le Grand assiège la ville d'Olomouc (Olmütz) en margraviat de Moravie, possession des Habsbourg d'Autriche. Les assiégeants rencontrent une opposition plus importante que prévu et ils sont pratiquement à court de vivres lorsqu'une armée autrichienne intercepte un grand convoi prussien de ravitaillement à la bataille de Domstadtl. Isolé et menacé d'encerclement, Frédéric le Grand abandonne le siège et doit se retirer de la Moravie.

## Vibliographie
- (en) Franz A.J. Szabo, The Seven Years War in Europe, 1756-1763, Pearson, 2008
- (en) Philip Stanhope, 5e comte Stanhope, History of England from the Peace of Utrecht to the Peace of Versailles : 1713-1783, vol. IV : 1748-1763, Londres, John Muurray, Abermale Street, 1853 (lire en ligne), p. 147-148
- Josef August Bartsch: Olmütz im Jahre 1758 und seine frühere Kriegsgeschichte. Denkschrift zur hundertjährigen Jubiläumsfeier des Entsatzes am 2. Juli 1758. Olmütz, 1858, Digitalisat
- Marian Füssel: Der siebenjährige Krieg. Ein Weltkrieg im 18. Jahrhundert. München, 2010 S. 45f.
- Johannes Kunisch: Friedrich der Grosse: der König und seine Zeit. München, 2004 S. 385f.
- Francis Smith: Die Kriege vom Altertum bis zur Gegenwart. Berlin u. a. 1911 S. 457